# Paulo Branco
Pour les articles homonymes, voir Branco.
Paulo Branco, né Paulo José Condeixa de Araújo Branco le 3 juin 1950 à Lisbonne, est un producteur de cinéma portugais.
Figure du cinéma d’auteur, il a produit durant sa carrière environ trois cents films.

## Biographie
Né le 3 juin 1950 à Lisbonne, Paulo José Condeixa de Araújo Branco,, est issu d'une « famille traditionnelle bourgeoise » ; son père est vétérinaire. Il grandit dans la campagne portugaise et étudie la chimie à la capitale. Il émigre clandestinement à Londres en 1971 pour fuir la dictature de Caetano, successeur de Salazar, sévissant alors au Portugal, et notamment échapper au service militaire, qui signifiait l'envoi dans les colonies. Là, il gagne sa vie au jeu et en travaillant dans des restaurants, avant de rejoindre Paris en 1973 où il s'installe sans régulariser sa situation.
C’est là que, sous l'influence de Frédéric Mitterrand et Serge Daney, il commence à travailler dans le cinéma en tant que programmateur et exploitant de salles, notamment à l'Action République dans le 11e arrondissement de Paris. Renvoyé par Mitterrand, « parce qu’il avait de nouveaux associés et que c’était plus simple de virer un sans-papiers », il retourne quelque temps au Portugal, puis devient producteur au début des années 1980.
Il crée alors à Paris sa propre structure, Les Films du passage, en 1983, avec laquelle, entre Paris et Lisbonne, il commence à produire de grands auteurs : Manoel de Oliveira, João César Monteiro, João Botelho, Raoul Ruiz, Wim Wenders, Alain Tanner. Sa société française fait faillite en 1987, mais il rebondit immédiatement en créant une nouvelle société de production et de distribution à Paris : Gémini Films.[réf. souhaitée]
Avec Gémini Films, il produit de jeunes cinéastes tels que Christophe Honoré, Olivier Assayas, Sharunas Bartas, Cédric Kahn, Lucas Belvaux, Camille de Casabianca, Valeria Bruni Tedeschi et Mathieu Amalric, tout en continuant à collaborer avec des auteurs confirmés comme Chantal Akerman, Werner Schroeter, André Téchiné, Andrzej Zulawski ou Michel Piccoli.

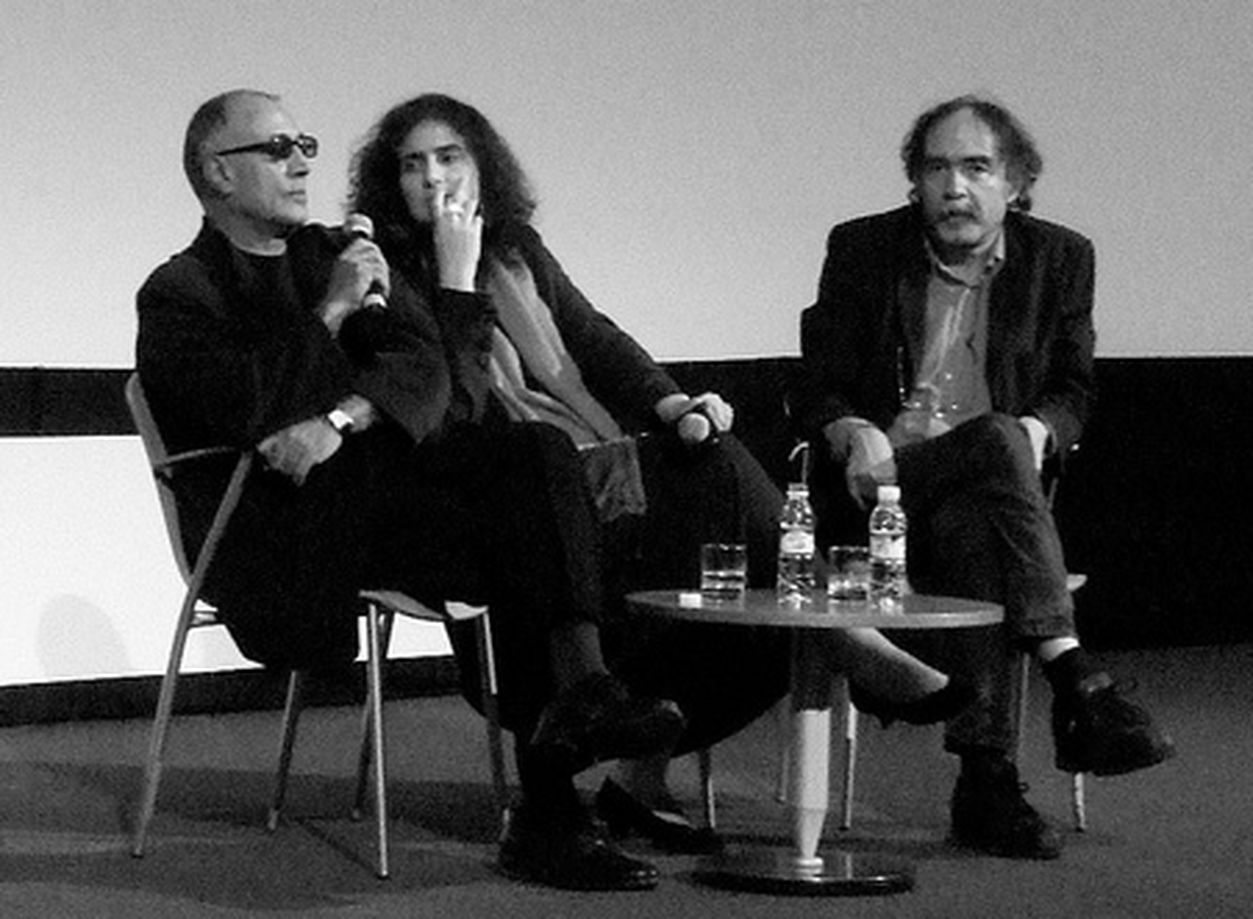
Paulo Branco et Abbas Kiarostami (de droite à gauche) lors d'une conférence en 2010.

En 2007, après vingt ans d’activité et plus de cent cinquante films produits, Gémini Films fait faillite. Il crée alors Alma Films, devenu Alfama Films, société de production et de distribution de films.
En quelques années, la société se constitue un catalogue de films accueillis dans les plus grands festivals : Mon âme par toi guérie de François Dupeyron au festival de Saint-Sébastien ou Nuit de chien de Werner Schroeter et Les Lignes de Wellington de Valeria Sarmiento à la Mostra de Venise. Les Mystères de Lisbonne de Raoul Ruiz reçoivent le prix Louis-Delluc du meilleur réalisateur à Saint-Sébastien.[réf. souhaitée]
Paulo Branco est aussi le président du Festival du film de Lisbonne et d'Estoril, qu’il fonde en 2007 et où il accueille de nombreux artistes internationaux tels que David Lynch, Pedro Almodóvar, Francis Ford Coppola, Juliette Binoche, Abdellatif Kechiche, Catherine Deneuve, Isabelle Huppert, Don DeLillo, Lou Reed, Stephen Frears ou John Malkovich.

### Vie privée
Marié à la psychanalyste espagnole Dolores López, il a deux filles et deux fils, dont Juan Branco.

### Engagement
En décembre 2023, il est signataire de la tribune controversée N'effacez pas Gérard Depardieu visant notamment à défendre la présomption d'innocence de Gérard Depardieu, alors accusé de viol, agression sexuelle et harcèlement sexuel.

## Affaire judiciaire

### Procès avec Terry Gilliam
Paulo Branco veut faire valoir devant la justice les droits qu'il estime avoir sur le scénario du film réalisé par Terry Gilliam, L'Homme qui tua Don Quichotte. S'ensuivent de nombreux procès devant différents tribunaux : ainsi, en mai 2017, alors que le tournage entre dans sa dernière semaine, le tribunal de grande instance de Paris proclame la validité du contrat unissant Gilliam et Branco. Le producteur estime alors que le film ne pourra être exploité sans son accord,. Après deux jugements à Paris et à Londres donnant raison à Paulo Branco, l'affaire est portée devant la cour d'appel de Paris.
Dans un communiqué, les producteurs et distributeurs estimeront néanmoins qu'aucune procédure judiciaire ne peut entraver la sortie du film, précisant que le contrat au cœur du conflit stipule qu'« aucun conflit juridique ne peut avoir pour effet de retarder, de quelque manière que ce soit, la production ou l'exploitation du film[source insuffisante]. » De fait, Paulo Branco a tenté de faire annuler le tournage en mai 2017 mais s'est vu débouté de ses demandes (« Dans ces conditions, les demandes reconventionnelles tendant à la suspension du tournage et à la production du dossier destiné au fonds européen Eurimages ne sont pas suffisamment justifiées et doivent être rejetées » dixit le jugement du tribunal de grande instance de Paris) et l'exploitation du film se poursuit donc de manière normale.
Le 15 juin 2018, la cour d'appel de Paris proclame la validité du contrat unissant Terry Gilliam et Paulo Branco. Alors que Paulo Branco proclame son intention d'engager des poursuites pour demander des dommages et intérêts et estime que ce jugement signifie que « le film appartient à Alfama [société de production créée par Paulo Branco, ndlr]", les producteurs espagnols de Tornasol Films estiment au contraire dans un communiqué que « le juge a considéré le 15 juin que le contrat [entre Terry Gilliam et Paulo Branco] n'avait pas été résilié proprement par M. Gilliam, et c'est la seule chose dont le jugement parle. Jamais il n'établit que les droits du film appartiennent à Paulo Branco. » En effet l'arrêt se contente de débouter Gilliam de sa « demande de caducité » relative à son contrat avec Branco, et le condamne aux dépens d'appel ainsi qu'à régler 10 000 euros de frais d'appel à la société Alfama Films. La sortie du film en France et dans le monde n'est pas affectée.
Cette décision sera ensuite confirmée au Royaume-Uni et en Espagne, sans que la validité des droits d'exploitation du film ne soit remise en cause pour autant, la productrice Mariela Besuievsky allant même jusqu'à préciser dans un communiqué que « Alfama et Leopardo n'ont pas contribué financièrement au film, et n'en sont donc pas producteurs. Tous les contrats signés par les coproducteurs de L'Homme qui tua Don Quichotte sont valides pour l'exploitation. Les producteurs Tornasol, Entre Chien et Loup, Kinology et Ukbar sont responsables du financement du film, aux côtés d'autres financiers. Alfama doit arrêter de propager des interprétations malveillantes des jugements français, anglais et espagnols. »
Le 12 juin 2019, un tribunal portugais spécialisé en propriété intellectuelle saisi par Paulo Branco refuse de lui accorder des droits sur le film et conclut que la société de production portugaise Ukbar Filmes, attaquée par Branco, peut exploiter le film de plein droit sur le territoire portugais. Branco annonce qu'il fera appel, mais cette décision juridique est un coup dur pour sa stratégie d'indemnisation puisque la cour reconnaît qu'il n'est ni créateur ni producteur de l’œuvre et ne peut donc prétendre à de quelconques droits d'auteur relatifs à celle-ci.
Allant dans le même sens, le 4 octobre 2019, la justice française condamne Paulo Branco à 60 000 euros de dommages et intérêts envers les sociétés de distribution Kinology, Star Invest et Océan Films, et déclare que Branco n'a aucun droit sur le film et n'en a jamais été producteur.

## Filmographie

### Producteur
- 1976 : Trás-os-Montes d'António Reis
- 1979 : Amour de perdition (Amor de Perdição) de Manoel de Oliveira
- 1980 : Oxalà (pt) d'António-Pedro Vasconcelos
- 1981 : Le Territoire (O Território) de Raoul Ruiz
- 1981 : Francisca de Manoel de Oliveira
- 1981 : Moi, l'autre (pt) (Conversa Acabada) de João Botelho
- 1982 : Loin de Manhattan de Jean-Claude Biette
- 1982 : L'État des choses (Der Stand der Dinge) de Wim Wenders
- 1982 : Sylvestre (Silvestre) de João César Monteiro
- 1983 : Dans la ville blanche (A Cidade Branca) d'Alain Tanner
- 1983 : Les Trois Couronnes du matelot (As Três Coroas do Marinheiro) de Raoul Ruiz
- 1984 : Point de fuite (Ponto de Fuga) de Raoul Ruiz
- 1984 : Le Soulier de satin (O Sapato de Cetim) de Manoel de Oliveira
- 1984 : Les Amants terribles de Danièle Dubroux
- 1984 : Tricheurs (Os Batoteiros) de Barbet Schroeder
- 1984 : Notre mariage (O Nosso Casamento) de Valeria Sarmiento
- 1984 : La Ville des pirates (A Cidade dos Piratas) de Raoul Ruiz
- 1985 : L'Éveillé du pont de l'Alma de Raoul Ruiz
- 1985 : Aspern d'Eduardo de Gregorio
- 1985 : L'Île au trésor (Treasure Island) de Raoul Ruiz
- 1985 : Manoel dans l'île des merveilles (Manuel na Ilha das Maravilhas) de Raoul Ruiz
- 1986 : Le Roi des roses (Der Rosenkönig) de Werner Schroeter
- 1986 : Maine Océan de Jacques Rozier
- 1986 : Gardien de la nuit de Jean-Pierre Limosin
- 1987 : Une flamme dans mon cœur d'Alain Tanner
- 1988 : Les Cannibales (Os Canibais) de Manoel de Oliveira
- 1989 : Le Message des îles (O Recado das Ilhas) de Ruy Duarte de Carvalho
- 1990 : Eden Miseria de Christine Laurent
- 1990 : Non ou la Vaine Gloire de commander (Non, ou a Vã Gloria de Mandar) de Manoel de Oliveira
- 1991 : Jusqu'au bout du monde (Bis ans Ende der Welt) de Wim Wenders
- 1992 : L'Absence (Die Abwesenheit) de Peter Handke
- 1993 : Les gens normaux n'ont rien d'exceptionnel (As Pessoas Normais Não Têm Nada de Especial) de Laurence Ferreira Barbosa
- 1995 : Casa de Lava de Pedro Costa
- 1995 : Le Couvent (O Convento) de Manoel de Oliveira
- 1996 : Le Cœur fantôme de Philippe Garrel
- 1996 : Few of Us (Mūsų nedaug) de Šarūnas Bartas
- 1996 : Trois vies et une seule mort (Três Vidas & Uma Só Morte) de Raoul Ruiz
- 1997 : Voyage au début du monde (Viagem ao Princípio do Mundo) de Manoel de Oliveira
- 1997 : Alors voilà de Michel Piccoli
- 1998 : Requiem d'Alain Tanner
- 1998 : L'Ennui de Cédric Kahn
- 1998 : A Casa de Šarūnas Bartas
- 1998 : L'Examen de minuit de Danièle Dubroux
- 1998 : Lila Lili de Marie Vermillard
- 1998 : On a très peu d'amis de Sylvain Monod
- 1999 : La Lettre (A Carta) de Manoel de Oliveira
- 1999 : La Nouvelle Ève de Catherine Corsini
- 1999 : Trois Ponts sur la rivière de Jean-Claude Biette
- 2000 : La Fidélité de Andrzej Zulawski
- 2000 : Freedom (Laisvė) de Šarūnas Bartas
- 2000 : La Captive de Chantal Akerman
- 2000 : Vive nous ! de Camille de Casabianca
- 2001 : Le Stade de Wimbledon de Mathieu Amalric
- 2001 : Imago de Marie Vermillard
- 2001 : La Plage noire de Michel Piccoli
- 2001 : La Déchirure (Rasganço) de Raquel Freire (pt)
- 2002 : Deux de Werner Schroeter
- 2002 : Le Dauphin de Fernando Lopes
- 2003 : La Fin du règne animal de Joël Brisse
- 2003 : Les Baigneuses de Viviane Candas
- 2003 : Il est plus facile pour un chameau... de Valeria Bruni-Tedeschi
- 2003 : La Femme qui croyait être présidente des États-Unis (pt) (A Mulher que Acreditava Ser Presidente Dos EUA) de João Botelho
- 2003 : Un film parlé (Um Filme Falado) de Manoel de Oliveira
- 2004 : Illumination de Pascale Breton
- 2004 : Demain on déménage de Chantal Akerman
- 2004 : Les Temps qui changent d'André Téchiné
- 2004 : Le Miracle selon Salomé (O Milagre segundo Salomé) de Mario Barroso
- 2004 : Le Dernier Jour de Rodolphe Marconi
- 2004 : Ma Mère de Christophe Honoré
- 2005 : Akoibon d'Édouard Baer
- 2005 : Seven Invisible Men (Septyni nematomi žmonės) de Šarūnas Bartas
- 2005 : Alex de José Alcala
- 2005 : C'est pas tout à fait la vie dont j'avais rêvé de Michel Piccoli
- 2005 : Alice de Marco Martins
- 2006 : Klimt de Raoul Ruiz
- 2006 : Quelques jours en septembre (Alcuni giorni in settembre) de Santiago Amigorena
- 2006 : Dans Paris de Christophe Honoré
- 2007 : Les Chansons d'amour de Christophe Honoré
- 2007 : La Vie intérieure de Martin Frost de Paul Auster
- 2007 : Très bien, merci de Emmanuelle Cuau
- 2007 : Le Prestige de la mort de Luc Moullet
- 2008 : Soit je meurs, soit je vais mieux (Ou Morro, ou Fico Melhor) de Laurence Ferreira Barbosa
- 2008 : Um Amor de Perdição de Mario Barroso
- 2008 : Nuit de chien (Esta Noite) de Werner Schroeter
- 2008 : Quatre Nuits avec Anna (Cztery noce z Anną) de Jerzy Skolimowski
- 2009 : Veneno Cura de Raquel Freire (pt)
- 2009 : Cendres et Sang de Fanny Ardant
- 2009 : Bazar de Patricia Plattner
- 2010 : Le Mariage à trois de Jacques Doillon
- 2010 : Mystères de Lisbonne (Mistérios de Lisboa) de Raoul Ruiz
- 2011 : Notre paradis de Gaël Morel
- 2012 : Dubaï Flamingo de Delphine Kreuter
- 2012 : Cosmopolis de David Cronenberg
- 2012 : Les Lignes de Wellington (As linhas de Torres Vedras) de Raoul Ruiz et Valeria Sarmiento
- 2012 : Photo de Carlos Saboga
- 2013 : Mon âme par toi guérie de François Dupeyron
- 2014 : Cadences obstinées de Fanny Ardant
- 2014 : La Chambre bleue de Mathieu Amalric
- 2014 : Casanova Variations de Michael Sturminger (de)
- 2016 : À jamais de Benoît Jacquot
- 2016 : La Forêt de Quinconces de Grégoire Leprince-Ringuet
- 2016 : Jeunesse de Julien Samani
- 2017 : Soleil battant de Clara et Laura Laperrousaz
- 2018 : Le Cahier noir (O Caderno Negro) de Valeria Sarmiento
- 2019 : Le Domaine (A Herdade) de Tiago Guedes (adapté en mini-série en 2020)
- 2019 : Linhas tortas  de Rita Nunes (pt)
- 2020 : Mosquito de João Nuno Pinto (pt)
- 2020 : L'Ordre moral (Ordem Moral) de Mário Barroso
- 2022 : Traces (Restos do vento) de Tiago Guedes
- 2022 : L'Enfant (A Criança) de Marguerite de Hillerin et Félix Dutilloy-Liégeois
- 2022 : Km 224 d'António-Pedro Vasconcelos
- 2022 : La Sibylle (A Sibila) d'Eduardo Brito
- 2023 :  Diálogos Depois do Fim[24] de Tiago Guedes
- 2024 : Le Pire Homme de Londres (de) (O Pior Homem de Londres) de Rodrigo Areias (pt)
- 2024 : Os Papéis do Inglês de Sérgio Graciano (pt)

### Acteur
- 1983 : Point de fuite de Raoul Ruiz
- 1987 : Doc's Kingdom de Robert Kramer
- 2003 : Mister V. d'Émilie Deleuze
- 2006 : Coisa Ruim de Tiago Guedes et Frederico Serra
- 2008 : Les Inséparables de Christine Dory

## Distinctions
- 1997 : prix Europa de l'Assemblée parlementaire du Conseil de l'Europe.
- 1998 : prix Gabriela-Mistral de la République du Chili.
- 2002 : prix Raimondo-Rezzonico du festival du film de Locarno.
- 2004 : prix d’excellence cinématographique du Festival du film de Taormine.
- 2004 :  Officier de l'ordre des Arts et des Lettres.

### Documentaire
- 2018 : Deux, trois fois Branco de Boris Nicot, production INA, Ciné+, LXfilmes